# Paralelo 41 N
O Paralelo 41 N é um paralelo no 41° grau a norte do plano equatorial terrestre.
Nos Estados Unidos, o paralelo define a fronteira sul do Wyoming (com Utah e Colorado), e parte da fronteira entre Colorado e Nebraska.
Como inicialmente estabelecido pelo rei Carlos II de Inglaterra em 1664, o ponto em que o paralelo 41º atravessa o rio Hudson marca a fronteira nordeste de Nova Jersey a Nova Iorque. A fronteira norte do primeiro, em seguida, procede para oeste para o ponto mais oriental do rio Delaware.
O paralelo 41 N foi também uma das referências utilizadas para o Sistema Público de Agrimensura nos Estados Unidos da América, nomeadamente a delimitação fronteiriça de uma porção de terra no Ohio. Desta forma, os limites foram definidos no Connecticut Western Reserve e das Firelands usando a fronteira com a Pensilvânia ocidental como o principal meridiano. Também serviu como uma referência para uma posterior definição dos territórios em Ohio, a norte da linha do Tratado de Greenville até à linha Fulton, marcando a fronteira original entre Michigan e Ohio nos termos da Ordenança do Noroeste (ver Guerra de Toledo). O segundo inquérito utilizou a fronteira com o Indiana como um meridiano.
Começando pelo Meridiano de Greenwich e tomando a direção leste, o paralelo 41° Norte passa por:
| País, território ou mar | Notas |
| ----------------------- | --- |
| Espanha                 | Aragão Catalunha |
| Mar Mediterrâneo        | |
| Itália                  | Ilhas de Asinara e Sardenha |
| Mar Mediterrâneo        | Mar Tirreno |
| Itália                  | |
| Mar Mediterrâneo        | Mar Adriático |
| Albânia                 | |
| Macedônia do Norte      | |
| Grécia                  | |
| Turquia                 | |
| Mar de Mármara          | |
| Turquia                 | |
| Mar Negro               | |
| Turquia                 | |
| Mar Negro               | |
| Turquia                 | |
| Armênia                 | |
| Azerbaijão              | Yuxarı Əskipara, exclave rodeado pela Armênia |
| Armênia                 | |
| Azerbaijão              | Barxudarlı, exclave rodeado pela Armênia |
| Armênia                 | |
| Azerbaijão              | |
| Mar Cáspio              | |
| Turquemenistão          | |
| Uzbequistão             | |
| Cazaquistão             | |
| Uzbequistão             | |
| Tajiquistão             | |
| Uzbequistão             | |
| Quirguistão             | |
| China                   | |
| Coreia do Norte         | |
| Mar do Japão            | |
| Japão                   | Ilha de Honshū |
| Oceano Pacífico         | |
| Estados Unidos          | Califórnia Nevada Utah fronteira Wyoming / Utah fronteira Wyoming / Colorado fronteira Nebraska / Colorado Nebraska Iowa Illinois Indiana Ohio Pennsylvania Nova Jersey Nova Iorque (continente e Long Island) |
| Oceano Atlântico        | |
| Portugal                | Distrito de Aveiro Distrito de Viseu (cerca de 7,5 km) Distrito de Aveiro (cerca de 1,5 km) Distrito de Viseu Distrito da Guarda                                                                               |
| Espanha                 | Castela e Leão Comunidade autónoma de Madrid Castela-La Mancha Aragão |